# 八川透
八川 透（やがわ とおる）は、日本の造園系都市計画担当の元地方公務員で、樹木医。

## 来歴
仙台市役所に入庁し、土木部公園緑地課技師時代に戦災復興に伴う都市公園造成計画に関与した。仙台市では建設局次長まで昇進し、退任後は公園緑地協会専務理事を務めた。
1988年に第10回日本公園緑地協会北村賞を受賞した。